# Pralaia
Pralaia (em sânscrito:  प्रलय), na cosmologia hindu, é um termo aeônico para dissolução.
Um pralaia especifica diferentes períodos de tempo durante os quais uma situação de inatividade persiste, de acordo com diferentes formatos ou contextos. A palavra mahapralaya significa "Grande Dissolução". Durante cada pralaia, os dez reinos inferiores (loka) são destruídos, enquanto os quatro reinos superiores chamados satya-loka, tapa-loka, jana-loka e mahar-loka são preservados. Durante cada mahapralaya, todos os quatorze reinos são destruídos.
Na filosofia sânquia, uma das seis escolas da filosofia clássica indiana, pralaia significa "inexistência", um estado da matéria alcançado quando os três gunas (princípios da matéria) estão em perfeito equilíbrio. A palavra "pralaia" vem do sânscrito que significa "dissolução" ou por extensão "reabsorção, destruição, aniquilação ou morte".

## Cultura popular
A palavra pralaya aparece no capítulo Cyclops do romance épico de James Joyce, Ulysses.
A banda sueca de black/death metal melódico Dissection faz referência a "Mahapralaya" em sua música, "Maha Kali".
A banda sueca de black/death metal Ofermod faz referência ao pralaya em sua música, "Pralayic Withdrawal".
A banda polonesa de black metal Plaga faz referência a "Mahapralaya" em sua música, "Śmierć cieplna wszechświata" (Morte Térmica do Universo).
Em Fate Grand Order, o Nobre Fantasma de Arjuna Alter é Mahapralaya.
Na DC Comics, um personagem chamado Pralaya existe e é a personificação do vazio que existia antes, e existirá após a criação.